# Harold Washington Park
Pour les articles homonymes, voir Washington.
Harold Washington Park (anciennement Cornell Park) est un parc de 4,4 hectares situé au 5200 South Hyde Park Boulevard à cheval sur les secteurs de Hyde Park (partie sud) et Kenwood (partie nord), deux quartiers du sud-est de la ville de Chicago, dans l'État de l'Illinois, aux États-Unis. Entouré par Jackson Park au nord, Burnham Park à l'ouest et Promontory Point au nord-ouest, le parc est connu pour abriter des nids de perruches veuves d'Amérique du Sud.
Situé à proximité immédiate du lac Michigan, Harold Washington Park est délimité par East 53rd Street au sud, South Hyde Park Boulevard à l'ouest et la voie rapide de Lake Shore Drive à l'est. La limite nord du parc est difficile à déterminer car elle n'est pas claire si l'on prend en compte que le parc englobe la zone entre South Chicago Beach Drive et Lake Shore Drive au nord d'East Hyde Park Boulevard (51st Street).

## Description
En 1992, il a été nommé en l'honneur de l'avocat, législateur de l'État, membre du Congrès américain, résident de Hyde Park et premier maire afro-américain de Chicago, Harold Washington (1922-1987). Le Chicago Park District nomme officiellement le parc « Harold Washington Playlot Park ». C'est l'un des 4 parcs du Chicago Park District portant le patronyme Washington (Washington Park, Washington Square Park, Dinah Washington Park). C'est l'un des 40 parcs de la ville de Chicago nommés d'après des Afro-Américains influents.
Sur le plan architectural, le parc est entouré par plusieurs bâtiments classés au patrimoine historique ou ayant un intérêt culturel. Le Harold Washington Park se compose des résidences de Regents Park au nord et de la Hampton House au sud. De plus, son angle sud-ouest comprend deux propriétés inscrites sur le Registre national des lieux historiques (National Register of Historic Places ; NRHP) : l'hôtel Del Prado (Del Prado Hotel) et les tours résidentielles de East Park (East Park Towers).

## Historique

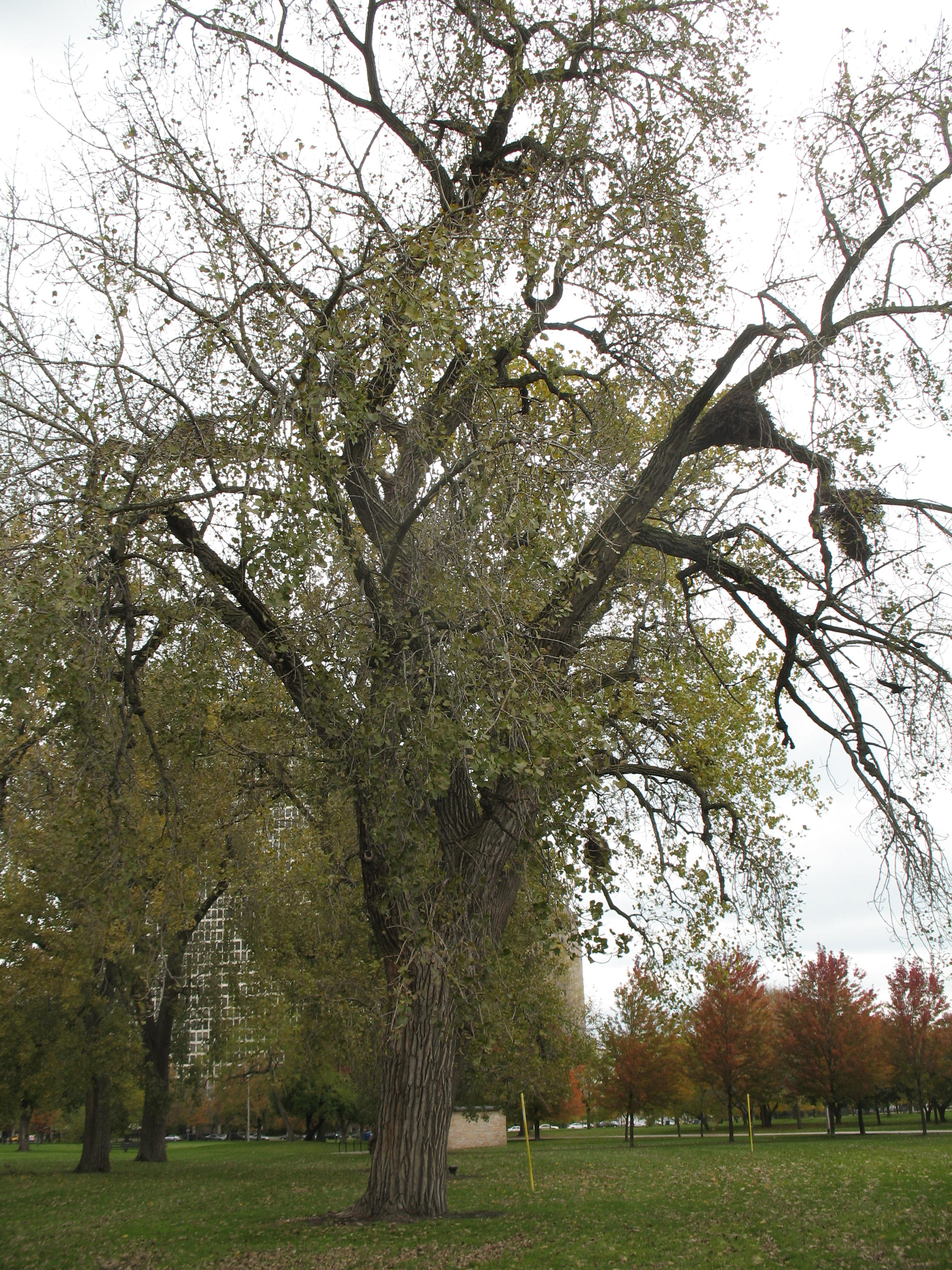
Un frêne avec des nids de perruches veuves.

À l'origine, le parc fut la propriété de l'entrepreneur et avocat Paul Cornell et s'appela « East End Park ». En 1906, Cornell fit don du parc à la ville de Chicago. En 1919, sa gestion fut transférée à la commission de South Park. En 1927, il devint une partie de Burnham Park. En 1934, les 22 commissions des parcs de Chicago fusionnèrent pour établir le Chicago Park District. Au début des années 1990, le parc subit des travaux de réaménagement et de modernisation de ses équipements. En 1992, le Chicago Park District rebaptisa le parc en « Harold Washington Park ». Cependant, il est parfois encore appelé « Cornell Park » par les habitants.
Dans les années 1980,, une douzaine de perruches veuves d'Amérique du Sud furent relâchées dans le parc au niveau du bâtiment historique de la Hampton House. Ces dernières s'installèrent dans un grand frêne. À l'été 1988, les ornithologues amateurs comptèrent deux douzaines d'oiseaux dans l'arbre d'origine et sa population continua à se multiplier au fil des années. La colonie d'oiseaux, connue de beaucoup sous le nom de « perruches d'Harold » (nommée ainsi en l'honneur de l'ancien maire de Chicago qui donna son nom au parc), compte aujourd'hui plusieurs centaines d'individus. Ils nichent à la fois dans Harold Washington Park, mais aussi dans les parcs voisins de Burnham Park à l'est et Jackson Park au sud. Le 12 juin 2004, des employés du Chicago Park District constatèrent une infestation de termites dans l'arbre d'origine qui finit par s'effondrer la même année. Plus d'une cinquantaine d'oiseaux, ainsi que leurs nids, furent déplacés dans d'autres arbres se trouvant à proximité immédiate. Depuis des années, des ornithologues amateurs en provenance des États-Unis, du Canada, et même d'Europe, se rendent au parc pour observer les volées d'oiseaux.

## Équipements

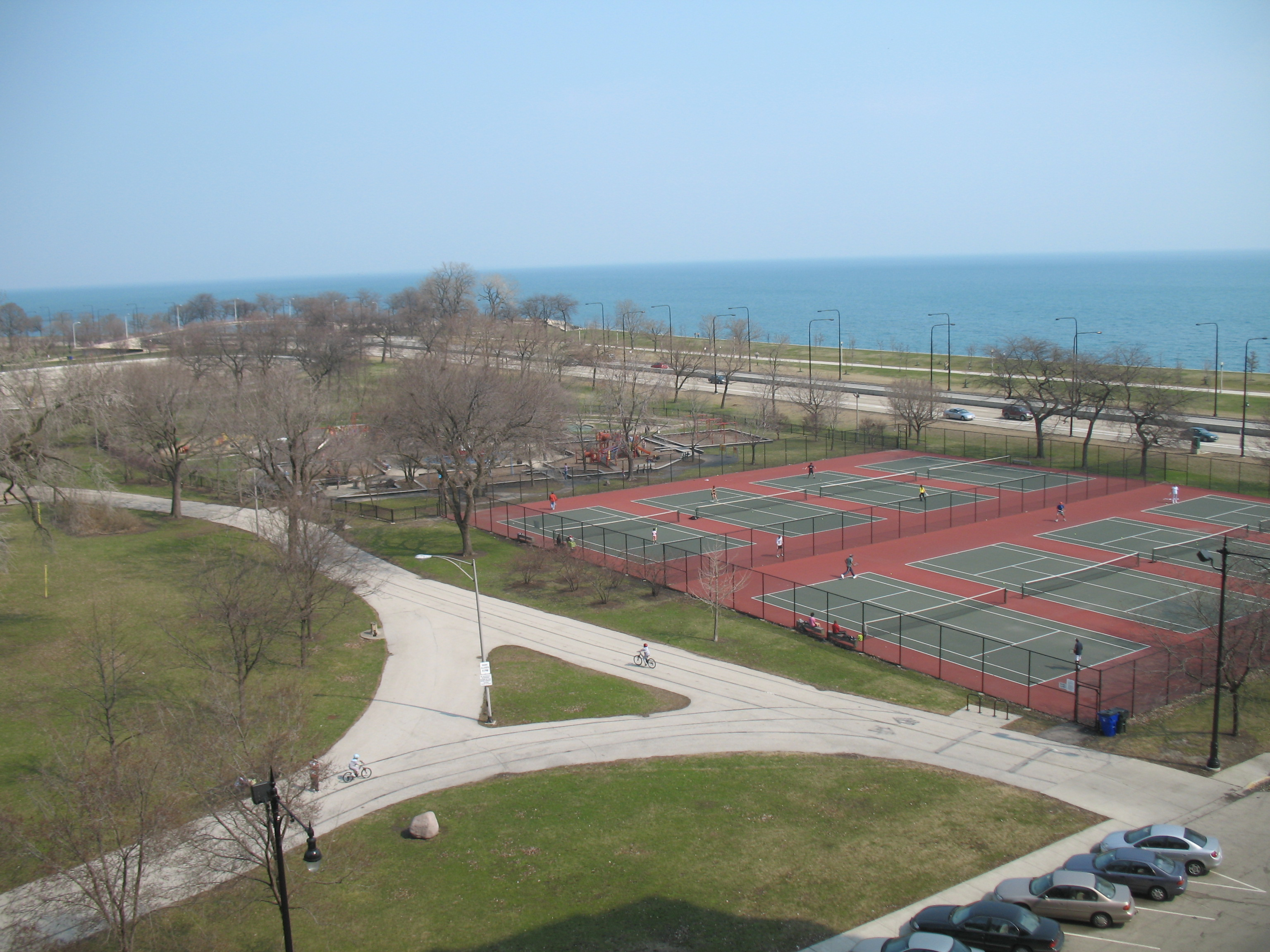
Des courts de tennis dans le Harold Washington Park.

Le parc est principalement fréquenté par les habitants du quartier pour les promenades et les pique-niques. Il est également populaire durant la période estivale et lors des célébrations nationales comme le Memorial Day, le Jour de l'Indépendance ou encore le Labor Day (fête du Travail). Il dispose de huit courts de tennis, d'une aire de jeux pour les enfants avec un revêtement de sol amortissant à base de caoutchouc (EPDM et Natural Rubber), d'une grande fontaine publique dans laquelle les visiteurs peuvent se baigner et d'un étang avec des jetées à bateaux de plaisance. Au niveau de la 51e rue, il y a un viaduc reliant le parc à la piste cyclable située entre Lake Shore Drive et le lac Michigan.
L'étang à bateaux est appelé à tort « étang aux canards » par de nombreux habitants du quartier car il est fréquenté pendant l'été par des canards et est rarement utilisé pour les bateaux de plaisance. Cependant, l'étang n'a aucune forme de vie aquatique ou végétale pour les canards. En 2006, la piscine a été fermée au public par le Chicago Park District pour d'importants travaux. La reconstruction commença à l'automne avec le resurfaçage de la piscine. Une fontaine et une sculpture furent placées au centre et la piscine fut remplie à la fin de l'été 2008.

## Chicago Lakefront Trail
Le Chicago Lakefront Trail (connu sous l'acronyme « LFT ») est un sentier arboré polyvalent de 29 kilomètres de long situé en bordure du lac Michigan, sur le territoire de la ville de Chicago. Il est populaire auprès des cyclistes, des joggeurs et des promeneurs. Il est conçu pour promouvoir les déplacements à vélo. Du nord au sud, il traverse Lincoln Park, Grant Park, Museum Campus, Burnham Park, Harold Washington Park et Jackson Park.